# کیک‌بوکسور ۴
کیک‌بوکسور ۴ (انگلیسی: Kickboxer 4)فیلمی در ژانر اکشن و رزمی به کارگردانی آلبرت پایون است که در سال ۱۹۹۴ منتشر شد. از بازیگران آن می‌توان به ساشا میچل، ژان کلود ون دام، و توم متیوس اشاره کرد.